# Bandeira de Tabuleiro do Norte
A Bandeira de Tabuleiro do Norte é, junto com o brasão e o hino municipal, um dos símbolos oficiais do município.
Foi criada quando o município ainda se chamava Taboleiro do Norte em 18 de agosto de 1979 (21 anos após sua emancipação política de Limoeiro do Norte) pela Lei Municipal nº 250, de 18 de agosto de 1979, promulgada pelo então prefeito municipal Pedro Moreira de Almeida, o 7.º na administração do município.

## Seus símbolos e significados
A Bandeira de Tabuleiro do Norte, segundo a lei de sua criação, é constituída por um campo retangular azul francês, tendo uma esfera branca salientando o Brasão Municipal de Tabuleiro do Norte, que, por sua vez destaca os produtos naturais do município, os carnaubais e o plantio de feijão e bem ao centro se encontra o mapa de Tabuleiro do Norte enfocando, por uma estrela de 5 pontas, a sede do município (ao centro) bem como os distritos de Peixe Gordo (a noroeste) e Olho D'Água da Bica (a sudeste).

## Sua utilização
A Bandeira Municipal, como todo símbolo oficial, representa o município em suas obrigações oficiais, por isso deve estar sempre hasteada nas repartições públicas, como Prefeitura e Câmara Municipais, e em órgãos importantes, como agências bancárias. Deve ser hasteada semanalmente sendo entoado o Hino Municipal. Em caso de luto oficial, a bandeira deve ser hasteada a meio mastro sem a entonação do Hino Municipal.
Quando há o falecimento de um cidadão importante para o município (geralmente políticos municipais) a bandeira é dobrada e colocada acima do caixão, geralmente sendo enterrada junto ao corpo.